# Arrondissement administratif de Tielt
L'arrondissement administratif de Tielt est un des huit arrondissements administratifs de la province de Flandre-Occidentale en Région flamande (Belgique). L’arrondissement a une superficie de 331,84 km2 et possède une population de 96 116 habitants au 1er janvier 2025, soit une densité de 289,7 habitants/km²
L’arrondissement est seulement un arrondissement administratif et non un arrondissement judiciaire. D’un point de vue judiciaire, les communes de l’arrondissement se répartissent sur les arrondissements judiciaires de Bruges et de Courtrai.

## Histoire
L’arrondissement fit son apparition en 1818 à la suite de la fusion de parties prises aux arrondissements de Bruges et de Courtrai.

## Communes et leurs sections

### Communes
- Ardooie
- Dentergem
- Oostrozebeke
- Pittem
- Tielt
- Wielsbeke
- Wingene

### Sections
- Aarsele
- Ardooie
- Dentergem
- Egem
- Kanegem
- Koolskamp
- Markegem
- Meulebeke
- Oeselgem
- Ooigem
- Oostrozebeke
- Pittem
- Ruiselede
- Schuiferskapelle
- Vive-Saint-Bavon (Sint-Baafs-Vijve)
- Tielt
- Wakken
- Wielsbeke
- Wingene
- Zwevezele

## Démographie
- Source:Statbel - De:1830 à 1970=recensement de la population au 31 décembre; depuis 1980= population au 1er janvier[1]